# Fernando Viola Sánchez
Fernando Viola Sánchez (Jerez de la Frontera, 23 de gener de 1897-23 de novembre de 1977) va ser un advocat, periodista, cineasta.

## Biografia
Casat en 1940 amb María Teresa Aristiguieta Olasagasti, amb la qual va tenir dues filles.
S'inicia en el món del cinema en 1917, quan el seu amic d'infància, Antonio Calvache, el fa participar en la pel·lícula, La España trágica, rodada parcialment a Jerez. Amb ell col·laborarà més endavant en altres produccions cinematogràfiques, com La Chica del gato (1926), Los vencedores de la muerte (1927 o Boy (1940), adaptació, aquesta última, de la novel·la homònima de l'escriptor de Jerez Pare Luis Coloma.
En 1925 es trasllada a Madrid per a estudiar la carrera de Dret, exercint en aquest temps, de 1926 a 1927, com a responsable del noticiari Ediciones Cinematográficas de la Nación.
Durant la celebració, en Sevilla, de l'II Congrés del Comerç Espanyol d'Ultramar, que va tenir lloc en 1929 en el context de l'Exposició Iberoamericana, va manifestar la seva idea de dur a terme un Congrés sobre el cinema on estiguessin representats tots els països d'Amèrica Llatina.
Amb tal motiu va ser elegit Secretari General, i ostentat la representació espanyola, del I Congrés Hispanoamericà de Cinematografia que es va desenvolupar a Madrid del 2 al 12 d'octubre de 1931. Els objectius establerts en el mateix es van frustrar a causa de la situació política viscuda a Espanya en els anys següents i la Guerra Civil.
En la postguerra va exercir diverses activitats oficials en el sector cinematogràfic: Secretari Permanent de la Unió Cinematogràfica Hispano-Americana, director de l'Institut de Cinematografíco Iber-Americà i responsable de la programació de cinema en l'emissora de Ràdio Transradio Espanyola per a Amèrica. I en la indústria del cinema espanyol va treballar com a cap de producció de diverses pel·lícules.
En 1945 va fundar el Cercle d'Escriptors Cinematogràfics, del qual va ser primer president.

## Obres
- Producción cinematográfica (Madrid, Imprenta Clásica Española, 1929).
- Hacia un Congreso Hispanoamericano de Cinematografía (Madrid, Mundo Literario, 1930).
- Congreso Hispanoamericano de Cinematografía (Madrid, Hijos de M. G. Hernández, 1932).
- La cinematografía y las relaciones hispanoamericanas (Madrid, Instituto Cinematográfico Ibero Americano, 1932)
- Implantación del cine sonoro y hablado en España (Madrid, Instituto Cinematográfico Ibero Americano, 1956).

Un carrer a Jerez porta el seu nom a proposta de l'associació cultural Cinema-Club Popular de Jerez.